# 성체의 기도
가톨릭교회의 전통에는 성삼위와 성체를 욕보이거나 불경스러운 언동을 하는 것에 대항하는 보속 행위로서 특별 기도를 바치는 것이 포함되어 있다.

## 성삼위에게 바치는 파티마 기도문

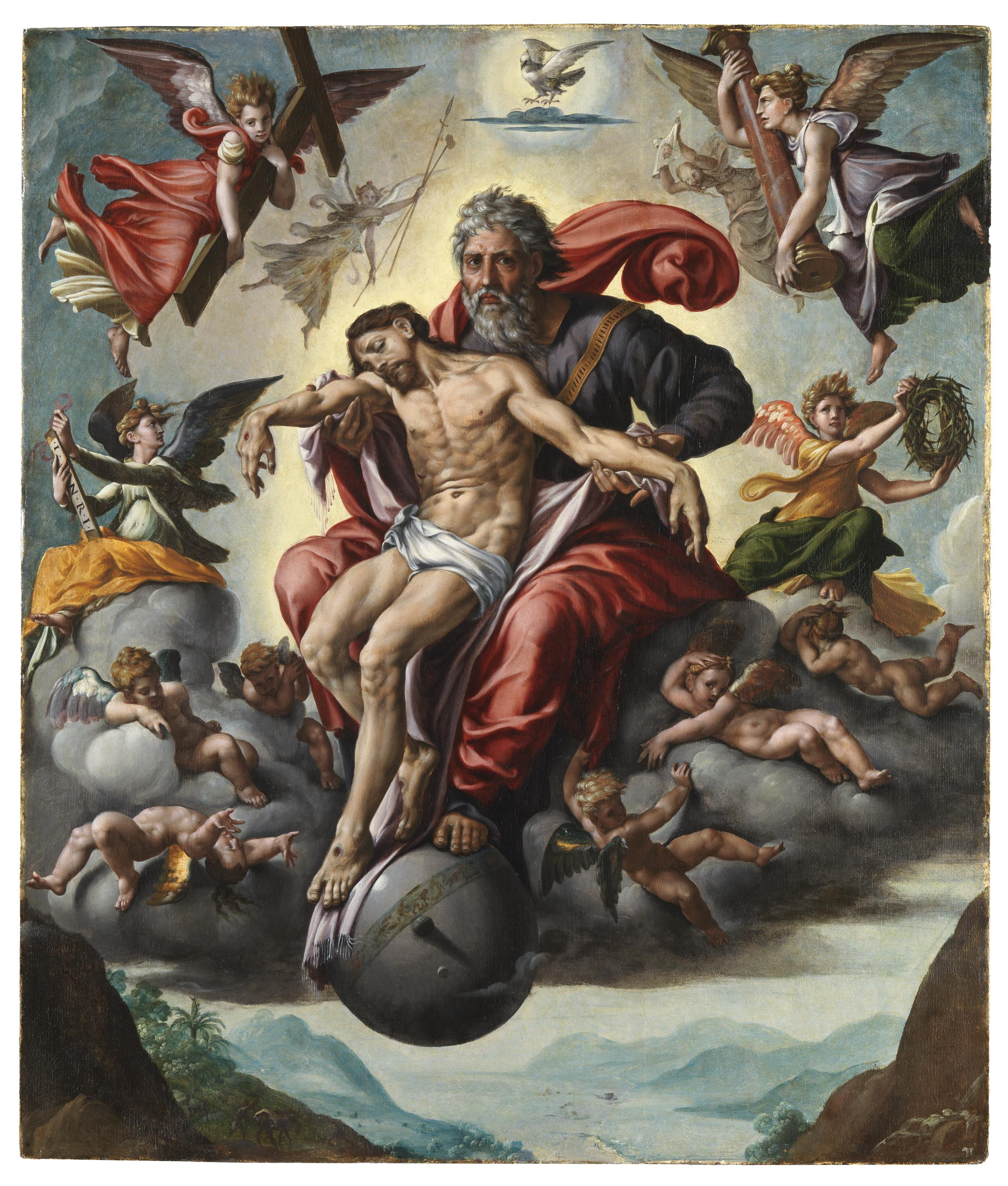
반 앨스트의 성삼위, 1556년.

이 기도는 파티마에 발현한 성모 마리아 이야기에 기반을 둔 것으로, 천사 하나가 발현 목격자들에게 나타나 가르쳐주었다고 전해진다.
가톨릭 전승에서 무리엘이라는 이름으로 알려진 이 포르투갈의 천사의 축일마다 파티마에서는 축전을 개최하고 있으며, 그 결과 주로 파티마의 천사 내지는 평화의 천사라고 불리고 있다. 이 천사는 특별히 파티마 기도와 깊은 관련이 있다.
성모 발현이 있기 1년 전인 1916년, 파티마의 세 어린이에게 천사가 나타났다. 그 천사는 손에 든 성작을 들고 있었는데, 그 위에는 핏방울을 성작 안으로 떨어뜨리는 성체가 공중에 떠 있었다. 천사는 성작과 성체를 공중에 모셔두고 그 앞에 부복하여 어린이들에게 성체에 대한 보속과 희생을 요구하며 다음과 같이 기도하였다.
지극히 거룩하신 성삼, 성부, 성자, 성령님, 마음 깊이 당신을 찬미하나이다. 세상 모든 감실 안에 계신 예수 그리스도의 몸과 피, 영혼과 신성을 당신께 바치오니 예수님의 마음을 상해드린 불법과 모독과 무관심을 기워 갚기 위함이나이다. 예수 성심의 무한한 공로와 티 없으신 마리아 성심의 공로로 삼가 청하오니 불쌍한 죄인들이 회개하게 하소서.
그런 다음 천사는 일어서서 성작과 성체를 들고 세 어린이에게 “은혜를 모르는 인류 때문에 모욕을 당하시는 예수 그리스도의 몸과 피를 받아 모셔라. 그들의 죄를 보속하여 너희 하느님께 위로를 드려라.”하고 말하면서 루시아에게는 성체를, 프란치스코와 히야친타에게는 성혈을 영해 주었다.

## 같이 보기
- 보속 행위